# Финк, Илья Григорьевич
Илья Григорьевич Финк (настоящая фамилия — Финкильштейн; 27 ноября 1910, Москва, Российская империя — 1 января 1982, там же, СССР) — советский драматург и сценарист.

## Биография
Родился 27 ноября 1910 года в Москве в семье владельца ювелирного магазина Григория Финкильштейна и домохозяйки Норы Василиверстовой. В 1928 году поступил на экономический факультет Института имени Плеханова, который он окончил в 1933 году. Своей литературной деятельностью занимался с 1939 года, писал пьесы для детей, а также сценарии к мультфильмам. Дважды арестовывался по ложным доносам.
Скончался 1 января 1982 года в Москве. Похоронен на Митинском кладбище.

## Фильмография

### Сценарист
- 1958 — Старик и журавль
- 1964 — Дело №